# Agamemnon
Agamemnon (gr. Ἀγαμέμνων Agamémnōn, łac. Agamemnon) – w mitologii greckiej syn Atreusza i Aerope, (w niektórych mitach ojcostwo przypisywane jest Plejstenesowi), starszy brat Menelaosa, pochodził z rodu Atrydów. Król Argolidy, krainy, w której najważniejszymi miastami były Argos, Mykeny, Tiryns, Midea. Według najpóźniejszego przekazu był królem Lakedajmonu ze stolicą Amyklaj. Od jego przodków nazywano go czasem Atrydą, Pelopidą lub Tantalidą.

## Rodzina
Żoną jego była Klitajmestra, siostra Heleny, wcześniej żona Tantala, którego zabił Agamemnon, za co był ścigany przez Dioskurów i musiał ożenić się z wdową po rywalu. Małżeństwo to od początku nie było udane. Z tego związku Agamemnon miał kilkoro dzieci: Chrysotemis, Elektrę (Laodikę), Ifigenię (Ifianassę) i Orestesa.

## Mity
Po porwaniu Heleny, na prośbę Menelaosa, został naczelnym wodzem wyprawy Greków na Troję. Gdy zebrały się wszystkie okręty płynące na wyprawę, nie mogły opuścić portu, ponieważ Artemida postanowiła się zemścić na Agamemnonie za jego arogancję wobec niej. W końcu zażądała od niego, by poświęcił swoją córkę Ifigenię, na co się zgodził, co z kolei spowodowało gniew żony. W micie o oblężeniu Troi według Jana Parandowskiego bogini lituje się nad niewinną dziewczyną i każe złożyć w ofierze łanię.
W czasie oblężenia Troi Agamemnon brał udział w napadach na pobliskie miasta. W czasie jednego z nich porwał jako brankę Chryzejdę – kapłankę Apollina. Gdy odmówił jej wydania, Apollo zesłał na wojska greckie zarazę. Od tego momentu rozpoczyna się opowieść Iliady. Przerażeni Achajowie próbują zmusić Agamemnona, żeby wydał Chryzejdę, ale ten żąda od Achillesa oddania mu swojej ukochanej – branki Bryzejdy. Spór ten powoduje wycofanie się Achillesa z udziału w wojnie trojańskiej. Jednak po jakimś czasie Agamemnon zdaje sobie sprawę, że bez udziału najlepszego wojownika nie będzie można wygrać wojny. Odsyła więc Bryzeidę do obozu Achillesa i prosi go o powrót na pole walki. Obiecuje mu także rękę jednej ze swoich córek.
Po zdobyciu Troi w udziale przypada mu córka Priama, Kasandra. Urodziła mu ona dwóch synów – Teledamosa i Pelopsa.

## Śmierć
W czasie gdy Agamemnon walczył w Troi, jego żona Klitajmestra miała kochanka Ajgistosa, który postanowił zabić prawowitego męża.
Kiedy Agamemnon wrócił z wojny, w domu czekała już na niego żona  wraz ze swoim kochankiem. Klitajmestra przywitała męża serdecznie, nie dając po sobie poznać żadnych oznak nienawiści, więc Agamemnon ani jego świta nic nie przeczuwali. Jedynie przywieziona jako wojenna branka przez Agamemnona i pozostawiona pod bramą Kasandra krzyczała, że czuje krew i że nad tym domem wisi klątwa. Klitajmestra zaprowadziła Agamemnona do kąpieli i kiedy ten wycierał się ręcznikiem, ona zarzuciła na niego własnoręcznie utkaną sieć. Wtedy też zza kolumny wyskoczył Ajgistos i zadał mu dwa ciosy mieczem, a Klitajmestra odrąbała mu głowę toporem, tak samo zabiła też Kasandrę. Nie oszczędzono także nikogo ze świty wodza. Zabici zostali też synowie Kasandry i Agamemnona.
Wersji śmierci Agamemnona jest kilka. Niektóre źródła podają, że Agamemnon zginął w czasie uczty powitalnej, inne, że w czasie  kąpieli. Udział Klitajmestry w tej zbrodni jest też różnie opisywany. Jedni twierdzą, że żona podarowała mu koszulę z zaszytymi rękawami lub zarzuciła na niego szatę z sieci, bez otworu na szyję i ręce i nie mógł się przez to bronić. Inna wersja brzmi, że Klitajmestra miała go osobiście zabić toporem, gdyż była zazdrosna o Kasandrę.
Grób Agamemnona znajduje się w ruinach Myken (Spartanie twierdzą, że został on pochowany w Amyklaj). Masakra ta odbyła się trzynastego dnia miesiąca Gameliona (stycznia), który Klitajmestra ustanowiła dniem świątecznym.

## W literaturze pięknej
Agamemnon jest jednym z głównych bohaterów Iliady Homera  oraz tragedii Agamemnon Ajschylosa. Do historii Agamemnona nawiązuje również wiersz Grób Agamemnona Juliusza Słowackiego.